# San Bartolomeo (Breda di Piave)
San Bartolomeo (San Bórtoeo in veneto) è una frazione del comune italiano di Breda di Piave, in provincia di Treviso.

## Geografia fisica
Occupa l'estremità orientale del territorio comunale, a ridosso della riva destra del Piave. Altri corsi d'acqua degni di nota sono il Meolo, che scorre a sudovest lungo il confine con Cavriè di San Biagio di Callalta, e il rio Piavesella, che lambisce il centro; da quest'ultimo, prima che si getti nel Piave, si dirama il canale Zero.

## Storia
Il rinvenimento di due tombe a incenerazione hanno dimostrato che la zona fosse frequentata già in epoca preromana, tuttavia di San Bartolomeo si hanno notizie certe solo dopo l'anno Mille: allora era nota come Villa del Bosco (Villa Nemoris in latino) per le foreste che si estendevano nei dintorni.
Il paese ha sofferto delle disastrose piene del Piave che si sono ripetute nei secoli, provocando non solo delle distruzioni materiali, ma anche delle modifiche a livello amministrativo. In seguito a questi eventi, infatti, il corso del fiume ha subito numerose mutazioni, portando le pertinenze ora sulla riva destra, ora sulla sinistra. Per questa ragione, la regola di Villa del Bosco e la sua cappella si originarono in seno alla pieve di Cavriè, ma nel 1330 gravitavano attorno a quella di Negrisia.
Ebbe una certa importanza come località di transito per quanti volevano raggiungere i mercati di Stabiuzzo e Ponte di Piave, nonché le fiere di Fagarè e Rovarè.

## Monumenti e luoghi d'interesse

### Chiesa di San Bartolomeo
Parrocchiale del paese, le sue origini vengono collocate nel XII secolo. Venne riedificata nella seconda metà del Duecento probabilmente in seguito a un'inondazione e, su volere del vescovo di Treviso Alberto Ricco, fu consacrata a San Bartolomeo come ringraziamento per la sconfitta di Alberico da Romano, avvenuta il 24 agosto 1260. Nel 1440 una nuova piena provocò altre distruzioni, tanto che nel 1443 il vescovo Ludovico Barbo univa Villa del Bosco, Saletto e Candelù sotto un unico rettore. San Bartolomeo continuò a dipendere alla parrocchia di Saletto sino al 1939, quando assunse completa autonomia.
L'attuale edificio è recente, in quanto la vecchia chiesa (originaria del Quattrocento e più volte rimaneggiata) fu rasa al suolo nel 1918 dai bombardamenti della prima guerra mondiale. La ricostruzione, su disegno degli ing. Pianca e Lavatelli per la chiesa e dell'ing. Leonardo Trevisiol per il campanile, iniziò nel 1924. Il 21 novembre 1925 fu benedetta da mons. Andrea Giacinto Longhin, anche se alcuni lavori (pavimentazione, altari, opere d'arte) proseguirono nei decenni seguenti. La definitiva consacrazione avvenne nel 1965 ad opera di mons. Antonio Mistrorigo.
La chiesa si richiama a quella distrutta, mantenendone le proporzioni e lo stile classico. Del vecchio edificio sopravvivono una croce astile cinquecentesca e una tela seicentesca con i Santi Lorenzo, Antonio abate e Francesco di Paola. Presso la porta di sinistra si trova il Martirio di San Bartolomeo, tela di Valentino Canever su disegno di Antonio Beni; due scene del coro sono di Elena Scabia (1956), mentre l'opera più recente, nel catino absidale, è l'affresco con il Cristo risorto di Gabriele Cattarin (1999). L'organo è della ditta "L'Organaria" di Padova e fu inaugurato nel 1960.